# Кярсямяки (район Турку)
Кя́рсямяки (фин. Kärsämäki) — один из районов города Турку, входящий в территориальный округ Руносмяки-Раунистула и частично в округ Маариа-Пааттинен.

## Географическое положение
Район расположен к северу от центральной части Турку.

## Население
В 2004 году численность население района составляла 2021 человек, из которых дети моложе 15 лет — 14,35 %, а старше 65 лет — 18,46 %. Финским языком в качестве родного владели 97,33 %, шведским — 1,83 %, а другими языками — 0,84 % населения района.